# 马丁-德拉哈拉
马丁-德拉哈拉，是西班牙安达卢西亚自治区塞维利亚省的一个市镇。总面积50平方公里，总人口2746人（2001年），人口密度55人/平方公里。